# PHP-Qt
PHP-Qt — кросс-платформенная библиотека для разработки ПО с графическим интерфейсом на языке программирования PHP, основанная на кросс-платформенном инструментарии разработки ПО Qt от компании Trolltech.